# Neoplocaederus pronus
Neoplocaederus pronus là một loài bọ cánh cứng trong họ Cerambycidae.